# Recreatieterrein Lingebos
Het Lingebos is een aangelegd bos en recreatiegebied bij de plaats  Vuren in de Nederlandse provincie Gelderland. 
Het terrein beslaat ongeveer anderhalve vierkante kilometer. Het is eind jaren 60 door de overheid aangelegd als recreatiegebied voor de Randstad. Op 26 juni 1969 werd het Lingebos officieel geopend door toenmalig prinses Beatrix. Het Lingebos heeft een recreatieplas, een zandgat dat ontstaan is door winning van zand voor de aanleg van o.a. het klaverblad bij Gorinchem en de verbreding van de A15. De recreatieplas heeft een oppervlakte van ongeveer 10 hectare en een maximale diepte van 14 meter.
In de jaren 80 nam de interesse in recreatiegebieden af, wat resulteerde in opsplitsing van het beheer van het Lingebos. Het Lingebos bestaat nu uit twee gebieden, namelijk:
- Een gecontroleerd 'wild' natuurgebied onder toezicht van Staatsbosbeheer.
- Een recreatiegebied dat in beheer was van de voormalige gemeente Lingewaal, na gemeentelijke herindeling van 2019 in beheer van de gemeente West Betuwe.

Het recreatiegebied bevat meerdere accommodaties en voorzieningen, zoals horeca, een golfbaan, een manege annex ruitersportcentrum en een kampeerterrein. Er worden regelmatig activiteiten georganiseerd. Dit varieert van sportactiviteiten tot fancy fairs en rommelmarkten. Het is een van de vaste trouwlocaties van de gemeente.

## Festivals
Jaarlijks wordt in oktober het spiegeltenten festival gehouden in het Lingebos.
Festivals in het verleden:
- Mystery Land op 4 juli 1998
- Decibel Outdoor op 20 augustus 2005 (Wegens geluidshinder maar een jaar in het Lingebos gehouden)